# Agnieszka Osiecka
Agnieszka Osiecka (Varsavia, 9 ottobre 1936 – Varsavia, 7 marzo 1997) è stata una scrittrice, poetessa, paroliera, giornalista, autrice televisiva e teatrale e regista polacca.
Ha scritto i testi di più di 2000 canzoni. È considerata una delle personalità più importanti, prolifiche e dotate della cultura e della storia polacca del dopoguerra. 
Alla scrittrice è dedicata la serie televisiva biografica Osiecka trasmessa su TVP1 nell'inverno 2020-21.

## Biografia

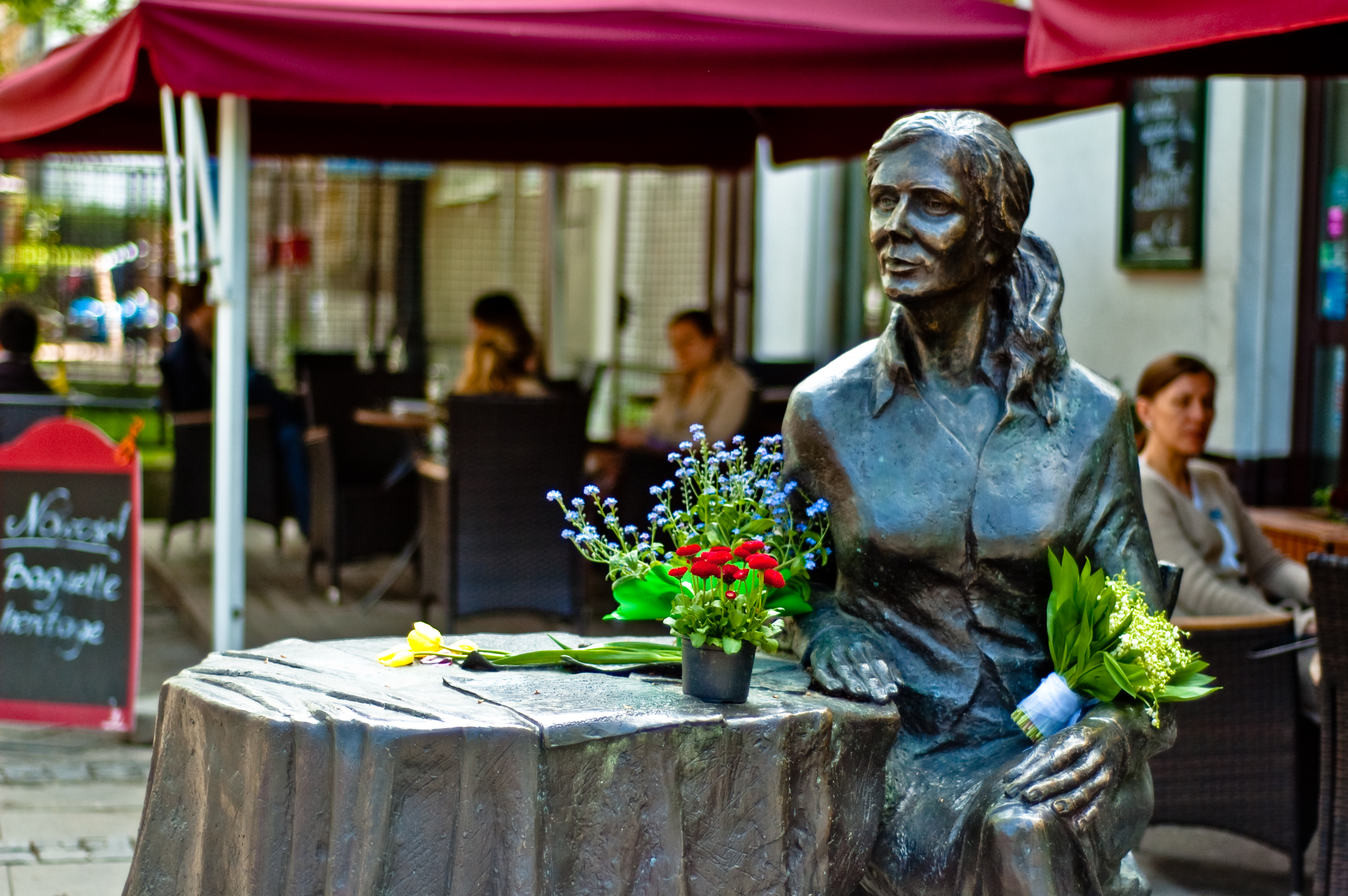
Monumento a Agnieszka Osiecka a Varsavia

Agnieszka Osiecka nacque a Varsavia, unica figlia di Wiktor Osiecki, pianista e compositore di origine serba, rumeno-valacca e ungherese, e di Maria Sztechman. Trascorse i suoi primi anni a Zakopane, dove suo padre suonava il pianoforte al ristorante Watra. Dopo la seconda guerra mondiale la famiglia Osiecki si trasferì a Varsavia e si stabilì nel quartiere di Saska Kępa. Quel piccolo appartamento divenne presto il luogo di lavoro preferito di Osiecka, che visse lì quasi tutta la sua vita. Dopo la sua morte, la Fondazione Okularnicy ha posto una targa commemorativa sull'edificio.
Agnieszka Osiecka era eccezionalmente dotata. Completò gli studi molto più rapidamente degli altri studenti e si diplomò al liceo Marie Curie-Skłodowska nel 1952. Praticò nuoto al Legia Sports Club e studiò giornalismo all'Università di Varsavia (1957-61) e regia cinematografica presso la prestigiosa Scuola nazionale di cinema, televisione e teatro di Łódź (1957-1961), ma poi abbandonò la regia e iniziò a scrivere. Osiecka pubblicò saggi e articoli sulla stampa studentesca durante gli anni dell'università. Entrò a far parte del famoso Teatro Satirico Studentesco (Studencki Teatr Satyryków, STS) nel 1954 e scrisse 166 canzoni politiche e liriche per quella compagnia. Diceva "Sono una giornalista, ecco perché alcune delle mie canzoni sono reportage in rima". Fece parte del consiglio artistico del Teatro STS fino alla sua chiusura nel 1972.
Il 1962 segnò il suo debutto all'emittente radiofonica nazionale Polskie Radio. La famosa attrice polacca Kalina Jędrusik cantò i testi di Osiecka su una canzone di successo di Franciszka Leszczyńska intitolata Mój pierwszy bal ("Il mio primo ballo"). Un anno dopo, al primo Festival Nazionale della Canzone Polacca di Opole (Krajowy Festiwal Piosenki Polskiej w Opolu), Agnieszka Osiecka ottenne un grande successo vincendo il premio principale e altri sei premi per i suoi testi: Piosenka o Okularnikach (musica di Jarosław Abram),  Białe małżeństwo, Czerwony kapturek, Kochankowie z ulicy Kamiennej, Solo na kontrabasie e Ulice wielkich miast.
Ormai era riconosciuta come una giovane poetessa di spicco e la Radio nazionale polacca le offrì di creare e guidare una squadra per trasmettere The Radio Song Studio.  Lavorò anche a produzioni teatrali e televisive. Insieme al compositore Adam Sławiński scrisse una serie intitolata Listy śpiewające. Il suo primo grande spettacolo teatrale Niech no tylko zakwitną jabłonie ("Lasciate che fioriscano i meli") venne messo in scena al Teatro Ateneum.
I suoi testi furono musicati da compositori come Krzysztof Komeda, Seweryn Krajewski, Adam Sławiński, Zygmunt Konieczny, il gruppo musicale Skaldowie e altri.
Agnieszka Osiecka morì il 7 marzo 1997 dopo una battaglia di diversi anni contro il cancro al colon. È sepolta nel cimitero Powązki a Varsavia.

## Eredità culturale
La Fondazione Agnieszka Osiecka Okularnicy fu fondata dalla figlia poco dopo la morte della madre; la fondazione promuove il lavoro di Osiecka, gestisce l'archivio della poetessa, organizza un concorso annuale di canto, gestisce l'archivio Internet e pubblica libri.
Per onorare la sua produzione creativa e il suo lavoro a Polskie Radio, lo studio musicale è stato intitolato a Agnieszka Osiecka nel 1997.

## Vita privata
Agnieszka Osiecka e il suo partner, l'eminente giornalista Daniel Passent, ebbero un'unica figlia, Agata, nel 1973.
La regione dei laghi della Masuria era tra i luoghi preferiti di Osiecka in Polonia. Le piaceva andare là in vacanza lì negli anni '60/'70 con intellettuali e artisti polacchi. Da studentessa aveva lavorato lì per un giornale locale. Era un'assidua frequentatrice anche della casa degli scrittori Halama a Zakopane, sui Monti Tatra.